# Alberto Denegri
Alberto Luis Denegri Aspauza (* 7. August 1906 in Lima; † 18. Mai 1973 ebenda) war ein peruanischer Fußballspieler und -trainer. Er nahm an der ersten Fußball-Weltmeisterschaft 1930 in Uruguay teil.

## Karriere
Denegri gehörte zu den Gründern der Federación Universitaria, 1931 umbenannt in Universitario de Deportes, und verbrachte dort seine gesamte Spielerkarriere. Gemeinsam mit Eduardo Astengo und Plácido Galindo bildete er die so genannte „Stahllinie“ im Mittelfeld von Universitaria. 1929 und 1934 gewann er mit seinem Klub die peruanische Meisterschaft. Er war auch Teil des Combinado del Pacífico, einer Mannschaft, die 1933 durch Europa tourte, bestehend aus 16 peruanischen und vier chilenischen Spielern.

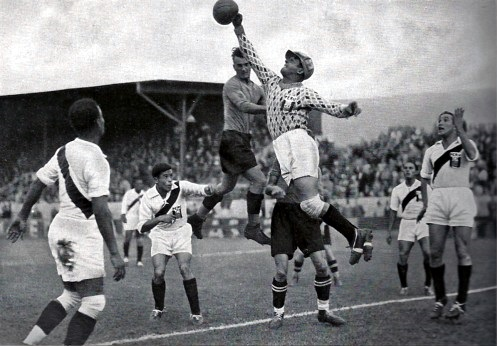
Szene aus dem Spiel Peru gegen Österreich beim olympischen Fußballturnier 1936

 Mit der peruanischen Nationalmannschaft nahm Denegri an der Südamerikameisterschaft 1929 in Argentinien teil. Er bestritt alle drei Spiele im Verlauf des Turniers. Bei der Weltmeisterschaft 1930 stand er ebenfalls im Aufgebot Perus. Dort kam er in beiden Vorrundenspielen gegen Rumänien und den späteren Weltmeister Uruguay zum Einsatz. An der  Südamerikameisterschaft 1935 im eigenen Land nahm Denigri letztmals als Spieler teil. Er stand in allen drei Spielen in der Startelf. Peru belegte am Ende des Turniers den dritten Platz und war durch den Verzicht Uruguays und Argentiniens als Südamerikavertreter für die Olympischen Spiele 1936 in Berlin qualifiziert.
Beim olympischen Fußballturnier 1936 fungierte Denegri als Technischer Direktor. Nach dem 7:3 gegen Finnland im Achtelfinale schlugen die Peruaner im Viertelfinale die österreichische Mannschaft mit 4:2 nach Verlängerung. Nach Spielende legte die österreichische Delegation Protest wegen eines angeblichen Platzsturmes peruanischer Zuschauer ein. Ein Schiedsgericht, das nur aus Europäern bestand, ordnete ein Wiederholungsspiel an. Daraufhin reiste die gesamte peruanische Olympiamannschaft aus Protest in ihre Heimat zurück.
Aufgrund der guten Leistung der Nationalmannschaft wurde Denegri zum peruanischen Nationaltrainer ernannt. In dieser Funktion betreute er die peruanische Auswahl auch bei der Südamerikameisterschaft 1937, bei der Peru etwas unglücklich den letzten Platz belegte.

## Erfolge
- Peruanische Meisterschaft: 1929, 1934